# Économie du Grand Los Angeles
L’économie du Grand Los Angeles est l’une des plus puissantes de la Californie. Elle est en concurrence avec celle de San Francisco et possède les caractères des économies mondialisées et post-industrielles. La puissance économique de l’agglomération angeline est basée sur les industries de pointe et les services.

## Histoire
Lorsque les Espagnols découvrent et colonisent la région de l’actuelle Los Angeles, l’économie est traditionnelle et peu développée. Au XVIIIe siècle, L.A. n’est qu’une bourgade qui pratique l'élevage des bovins (ranching). L'indépendance du Mexique en 1821 changea peu l’économie, même si elle permit la sécularisation des missions catholiques : leurs propriétés furent partagées entre les rancheros.
En 1842, un berger découvrit de l'or dans le canyon de Placerita, juste en dehors des limites de la ville, ce qui provoqua une ruée vers l'or mineure. Dans les décennies suivantes, l'exploitation minière devint une industrie importante. Les montagnes locales sont toujours couvertes de mines abandonnées et les prospecteurs cherchent toujours de l'or dans la San Gabriel.

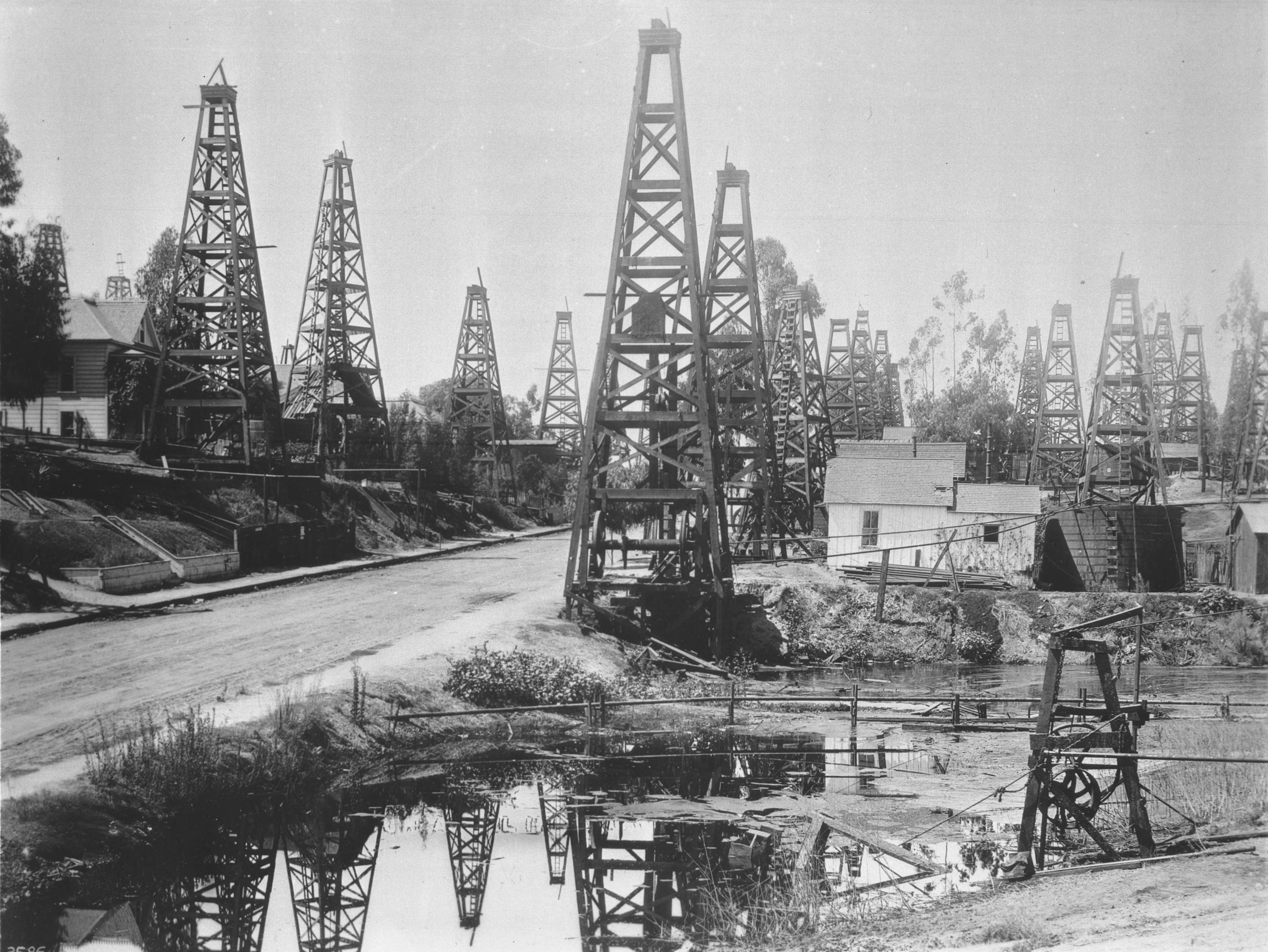
Champs de pétrole à Los Angeles.

Au milieu du XIXe siècle, Los Angeles devient américaine, comme le reste de la Californie. La voie ferrée du Pacifique Sud (Southern Pacific Railroad) est construite en 1876 : elle permet de désenclaver la Californie du Sud et de relier Los Angeles au reste du marché américain. On découvre du pétrole à la fin du XIXe siècle et l’agglomération devient un centre de production majeur au début du XXe siècle (en 1923, la région produisait un quart de la production mondiale). Malgré ces atouts qui dopèrent sa croissance économique, Los Angeles était toujours une ville plus petite et moins peuplée que San Francisco.
Harrison Gray Otis, fondateur et propriétaire du Los Angeles Times, ainsi que ses partenaires entreprennent de créer un port à San Pedro avec un financement fédéral.
C'est au cours de la Première Guerre mondiale que le cinéma prend son essor à Hollywood avec des personnes comme Cecil B. DeMille ou Jesse L. Lasky arrivées en 1913. La guerre affaiblit le cinéma européen et permet à Hollywood de devenir « La Mecque mondiale du cinéma ».
Rapidement, Hollywood attire des acteurs et des techniciens et de grandes compagnies se constituent : les Warner Brothers Studios sont créés en 1923 à Hollywood. 
Durant la Seconde Guerre mondiale, Los Angeles devient un centre de production d'avions, d'armes et de munitions. Après 1945, l’économie angeline doit se reconvertir. Mais la métropole est déjà un grand centre industriel et financier. L’industrie automobile concurrence le Nord-Est du pays. La confection connaît également un grand essor. Dans le domaine des médias et du cinéma, Los Angeles se place alors aux premiers rangs mondiaux.
À partir des années 1970, Los Angeles connaît une forte désindustrialisation comme le reste du pays. La concurrence internationale et les délocalisations en sont les principales causes. La fin de la guerre froide marque le déclin des industries d’armement. L’activité des chantiers navals diminue, des usines ferment. L’économie angeline est désormais fondée avant tout sur les activités tertiaires.

## Les atouts de l’économie angeline

### Une situation géographique favorable
Los Angeles se trouve sur la façade Pacifique. Son port et son économie sont en relation étroite avec l’Asie orientale développée (Japon, Corée du Sud notamment) ou en développement (République populaire de Chine). L’agglomération se situe en outre à proximité de la frontière mexicaine et se place comme un carrefour majeur de l’ALENA. Elle est bien intégrée au reste des États-Unis par le réseau routier et ferroviaire. L’aéroport international de Los Angeles est l’un des tout premiers du monde.

### Une population nombreuse et diverse
L’agglomération de Los Angeles rassemble près de 19 millions d’habitants, ce qui la place 19e au rang mondial. Ils représentent un vaste marché de consommation à haut niveau de vie. La population est également un réservoir de main-d’œuvre qualifiée. Une grande partie des Angelins vient d’une autre ville, voire d’un autre pays. La part des immigrants est importante. Un certain nombre de clandestins sont employés dans le secteur secondaire et constitue une main-d’œuvre bon marché.

### Des universités prestigieuses, un cadre de vie agréable
La région de Los Angeles attire une main-d’œuvre qualifiée grâce à son environnement : les Angelins peuvent bénéficier de l’océan Pacifique, de la montagne et du désert tout proches. Les films et les séries tournées à L.A. entretiennent le mythe du rêve américain et de la réussite. Cependant, l’environnement de la métropole californienne n’a pas que des atouts : le risque sismique, la pollution atmosphérique, le manque d’eau sont les signes de la fragilité du développement angelin.
D’autre part, l’agglomération compte un réseau d’universités de qualité : Caltech, UCLA, USC, CSULA, etc. Les universités attirent des étudiants du monde entier et travaillent en collaboration avec les entreprises de la région.

## Économie par secteur

### Secteur primaire

#### Hydrocarbures
Le bassin de Los Angeles, en particulier sa partie occidentale, est exploité pour son pétrole : depuis le début du XXe siècle, 30 000 puits ont été creusés ; aujourd'hui, environ 2 500 sont toujours exploités.

### Secteur secondaire
Los Angeles se distingue par la production et la transformation des hydrocarbures, les industries lourdes et l‘importance du complexe militaro-industriel.

### Secteur tertiaire
Los Angeles est célèbre pour être le principal centre de production cinématographique aux États-Unis, le plus rentable au monde, mais devancé par le nombre des productions de Bollywood, en Inde. Le nom d'Hollywood, le quartier dans lequel cette production a lieu, est devenu synonyme de cette industrie. On remarque cependant ces dernières années une augmentation de la concurrence à ce niveau, et de plus en plus de productions sont réalisées dans d'autres villes des États-Unis, ou au Canada, à Vancouver (surnommée Hollywood du nord) et à Toronto. Autrefois, l'aéronautique et le pétrole étaient les domaines économiques dominants de la ville, mais ont été remplacés aujourd'hui par les finances, les télécommunications, la loi, la santé et les transports.
Le port de Los Angeles avait un trafic de 65 millions de tonnes en 1994. Le port le plus dynamique de Californie reste celui de Long Beach, avec un trafic de 87 millions de tonnes (en 1996). 230 milliards de dollars de marchandises passent par les ports de Los Angeles-Long Beach, avec un taux de croissance de 15 % par an (données 2004).

## Population active et chômage
| Activité                      | 1992      | 2004      | Évolution |
| ----------------------------- | --------- | --------- | --------- |
| Industries et BTP             | 814 500   | 627 500   | - 22,9 %  |
| Construction, BTP             | 112 400   | 139 400   | + 19,3 %  |
| Ordinateur, électronique      | 96 400    | 59 500    | - 30,4 %  |
| Aérospatiale                  | 106 700   | 39 800    | - 62,6 %  |
| Secteur tertiaire             | 2 999 000 | 3 364 000 | + 10,8 %  |
| Éducation                     | 65 700    | 95 700    | + 31,3 %  |
| Santé                         | 297 500   | 371 900   | + 20 %    |
| Services sociaux              | 32 000    | 50 500    | + 36 %    |
| Gouvernement fédéral et local | 539 400   | 586 600   | + 8 %     |

Bien que le chômage se soit réduit à Los Angeles dans les années 1990, les emplois nouvellement créés étaient surtout des emplois à bas salaire, souvent occupés par les immigrants récents ; certains ont suggéré que le nombre de familles pauvres aurait augmenté de 36 % à 43 % de la population du comté de Los Angeles à cette époque.